# Репрезентација Кувајта у хокеју на леду
Хокејашка репрезентација Кувајта (арап. منتخب الكويت لهوكي الجليد‎) спортски је тим који на међународној сцени представља државу Кувајт у хокеју на леду. Репрезентација делује под окриљем Савеза хокеја на леду Кувајта који је постао пуноправним чланом ИИХФ од 1985. године.

## Историја
Савез хокеја на леду Кувајта званично је основан 1985. и исте године је примљен у пуноправно чланство ИИХФ-а. Међутим како у наредних неколико година Савез није имао никаквих активности у вези са развојем и промоцијом хокеја у земљи, ИИХФ је 6. маја 1992. привремено суспендовао чланство кувајтског савеза, а суспензија је трајала све до 8. маја 2009. када је Савез почео са активнијим радом. Нешто раније исте године репрезентација је дебитовала на међународној сцени, и то на хокејашком турниру играном у оквиру Азијских зимских игара чији домаћин је те године била Јужна Кореја и град Канин. Прву, уједно и историјску, утакмицу на турниру Кувајћани су одиграли 30. јануара 1999. против селекције Јапана, а пораз од 1:44 остао је уједно и највећи пораз у досадашњој историји репрезентације. На турниру је селекција Кувајта одиграла још две утакмице против Кине (0:35) и Монголије (4:5 продужетак), забележивши поразе у оба сусрета и заузевши последње место на турниру.
Потом је уследила нова вишегодишња пауза у раду националне селекције, а нови повратак на међународну сцену десио се на Азијским зимским играма 2007. у кинеском Чангчуену где су остварили и прву победу у историји, против слекције Макаоа (15:2). Наредне године дебитовали су и на Арапском купу где су заузели друго место изгубивши једино од селекције Арапских Емирата, а побеђене су селекције Марока и Алжира. Године 2010. дебитују на Азијском челенџ купу где су заузели 7. место, а већ наредне године као домаћини остварују свој најбољи пласман освајањем четвртог места. На том турниру победили су селекцију Индије резултатом 39:2 што је до сада најубедљиви тријумф селекције Кувајта у историји.
Године 2018. репрезентација је дебитовала на Светском првенству, узевши учешће на квалификационом турниру треће дивизије који је те године одржан у Сарајеву. У конкуренцији домаћина БиХ, Туркменистана и УАЕ, селекција Кувајта је забележила сва три пораза и заузела последње, четврто место. Сличан резултат остварили су и наредне године у Абу Дабију.

## Резултати на светским првенствима
| Год.  | Место    | Пласман     | Категорија (група)       |
| ----- | -------- | ----------- | ------------------------ |
| 2018. | Сарајево | 4/4 (50/50) | Дивизија , квалификације |
| 2019. | Абу Даби | 5/6 (51/52) | Дивизија , квалификације |

## Резултати на Азијском челенџ купу
| Година | Домаћин     | Резултат         | Ут. | П+ | ПП+ | ПП− | П− |
| ------ | ----------- | ---------------- | --- | -- | --- | --- | -- |
| 2010.  | Тајпеј      | 7. место         | 6   | 2  | 0   | 1   | 3  |
| 2011.  | Кувајт Сити | 4. место         | 5   | 2  | 0   | 0   | 3  |
| 2012.  | Дерадун     | 4. место         | 6   | 2  | 0   | 0   | 4  |
| 2013.  | Бангкок     | 4. место         | 7   | 2  | 0   | 0   | 5  |
| 2014.  | Абу Даби    | 6. место         | 5   | 0  | 0   | 0   | 5  |
| 2015.  | Кувајт Сити | 1. место (Див 1) | 5   | 5  | 0   | 0   | 0  |
| 2017.  | Кувајт Сити | 1. место (Див 1) | 3   | 3  | 0   | 0   | 0  |
| 2018.  | Пасај       | 5. место         | 4   | 0  | 0   | 1   | 3  |